# Ghazi Jomaa
Ghazi Jomaa, né le 22 février 1957, est un diplomate tunisien. Il rejoint le ministère des Affaires étrangères en décembre 1983.

## Biographie
Après plusieurs missions, il devient ambassadeur en Argentine entre octobre 2000 et septembre 2003. Il rentre en Tunisie où il est chargé de mission au ministère durant cinq ans, avant d'être envoyé comme ambassadeur en Turquie de novembre 2006 à mai 2009. Il se rend ensuite à New York pour prendre la fonction d'ambassadeur de la Tunisie auprès des Nations unies. Lorsqu'il revient en Tunisie en 2011, il est promu comme chef de cabinet du ministre Rafik Abdessalem.

## Vie privée
Ghazi Jomaa est marié et père de deux enfants. Il est le frère de Mehdi Jomaa, homme politique et chef du gouvernement tunisien de 2014 à 2015.